# Uropeltis macrorhyncha
Espèce
Synonymes
- Silybura macrorhyncha Beddome, 1877
- Uropeltis macrorhynchus (Beddome, 1877)

Statut de conservation UICN

 DD  : Données insuffisantes
Uropeltis macrorhyncha est une espèce de serpents de la famille des Uropeltidae. 

## Répartition
Cette espèce est endémique du Kerala en Inde. Elle se rencontre dans les Anaimalai Hills.

## Publication originale
- Beddome, 1877 : Descriptions of three new snakes of the family Uropeltidae from Southern India. Proceedings of the Zoological Society of London, vol. 1877, p. 167-168 (texte intégral).